# Dorfkirche Passee

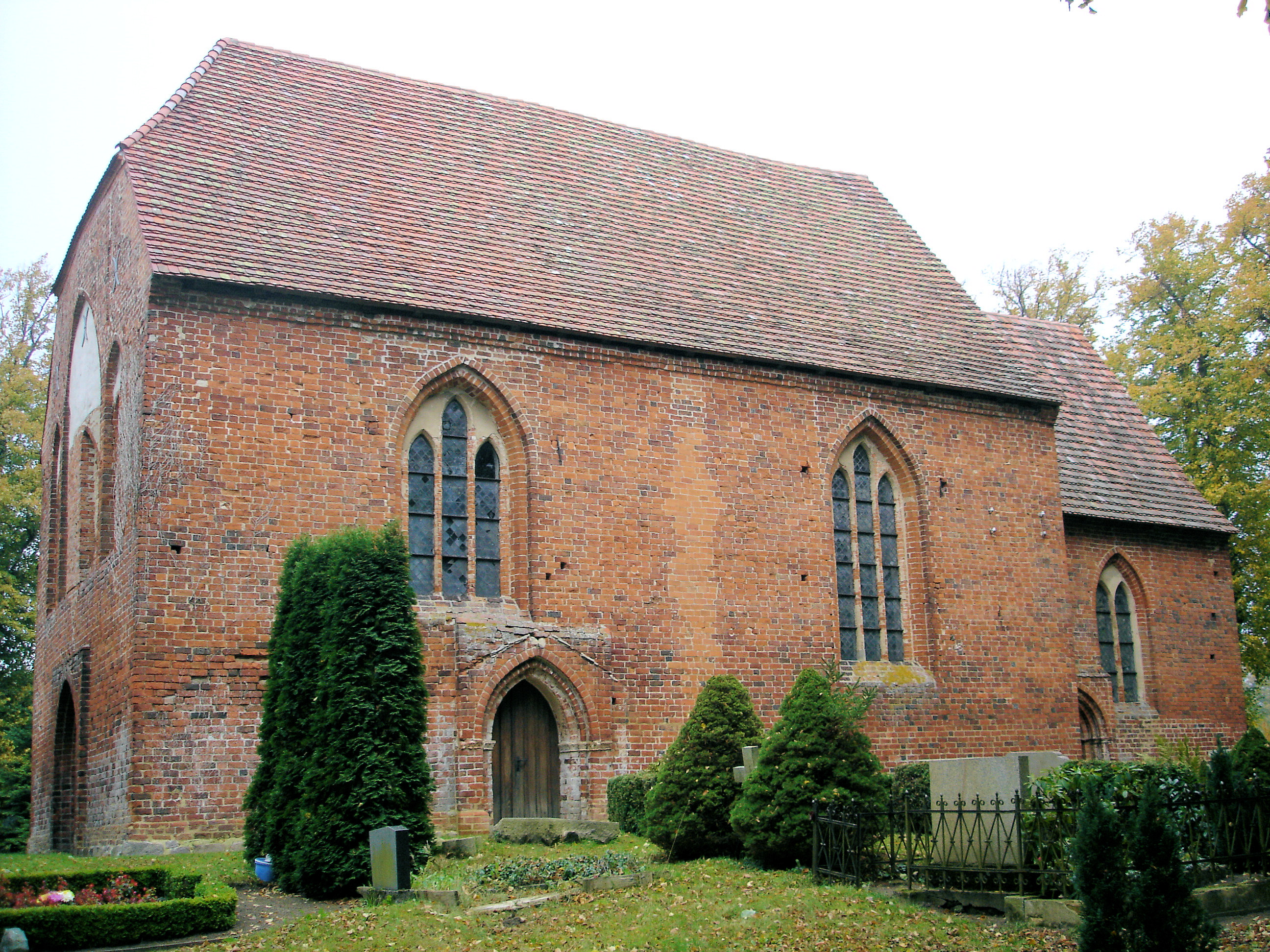
Dorfkirche Passee (2008)

Die Dorfkirche Passee ist ein backsteingotisches denkmalgeschütztes Kirchengebäude in Passee im Landkreis Nordwestmecklenburg. Die akut einsturzgefährdete Kirche gehört zur Evangelisch-Lutherischen Kirchengemeinde Neukloster in der Propstei Wismar im Kirchenkreis Mecklenburg der Evangelisch-Lutherischen Kirche in Norddeutschland.

## Geschichte
Die Kirche in Passee wird erstmals um 1317 aktenkundig, als in einer Urkunde zwei Pfarrherrn von Passee genannt werden. Bis 1640 scheint Passee ein eigenes Pastorat gehabt zu haben. 1579 bemüht sich Herzog Ulrich, hier einen aus Livland vertriebenen Pastor unterzubringen. Aber die Inhaber des Kirchenpatronats, die Familie von Bibow auf Behrenshagen und Passee setzte einen anderen als Pastor ein. In der ersten Hälfte des 17. Jahrhunderts, nachweisbar ab 1640, wurde Pasee zur Filialkirche von Kirch Mulsow. Seit 1884 hatte Passee wieder einen eigenen Pastor, bis es im späten 20. Jahrhundert mit Neukloster und Groß Tessin (mit Bäbelin) vereinigt wurde.
Die Kirche ist durch Schäden am Kreuzrippengewölbe seit Jahren einsturzgefährdet Am 16. November 2008 wurde der vorerst letzte Gottesdienst in der Kirche gefeiert, die seither gesperrt ist. Ein Wismarer Ingenieurbüro erarbeitet ein Konzept zur Notsicherung und Sanierung der Gewölbe.

## Baubeschreibung
Der einschiffige Backsteinbau von zwei Jochen aus der ersten Hälfte des 14. Jahrhunderts ist mit einem Granitfundament auf der Grundform eines länglichen Vierecks erbaut und erhielt in der Neuzeit einfache Strebepfeiler. Der Ostgiebel und die Westfassade sind mit spitzbogigen Blenden versehen. Der etwas schmalere Chorraum hat die für diese Gegend typische Kastenform.
Der ganze Innenraum ist gewölbt, der quadratische Chor mit einem, das Langhaus mit zwei Kreuzrippengewölben. Die Birnstabrippen setzen auf frühgotischen Halb- und Viertelpfeilern auf, deren Grundform von einem gleichschenkeligen Kreuz mit in die Winkel gesetzten Dreiviertelsäulen gebildet wird. Die Wandpfeiler wurden nachträglich verstärkt. Die dreiteiligen Spitzbogenfenster sind auf der Südseite des Chors zweiteilig ausgebildet. Auf der Südseite finden sich zwei niedrige gotische Rücksprungsportale; ein gleiches ist im Westen zugemauert. An der Nordseite des Chors wurde eine kleine Fachwerk-Sakristei angebaut.
Ein Turm ist nicht vorhanden. Dafür befindet sich etwa zwei Meter von der Westwand entfernt ein hölzerner Glockenstuhl, der aus der Mitte des 18. Jahrhunderts stammt und der wegen Baufälligkeit weitgehend zurückgebaut werden musste.

## Ausstattung
Die Ausstattung der Kirche stammt fast völlig aus dem 19. Jahrhundert im Stil der Neugotik; sie sei, so Friedrich Schlie, mit Ausnahme eines kleinen Kruzifixes ohne Bedeutung. Am Entwurf des Altars soll um 1864 Theodor Krüger aus Schwerin mitgewirkt haben. 
Die  Orgel aus dem Jahr 1859 stammt von Friedrich Wilhelm Winzer (Wismar) und besitzt elf klingende Register auf 2 Manualen und Pedal. Die Orgel war zwischen den Jahren 1978 und 2023 unspielbar. Mit ehrenamtlichen Engagement des Fördervereins wurde die Orgel zwischen Januar und April 2023, wieder spielbar gemacht.

### Glocken

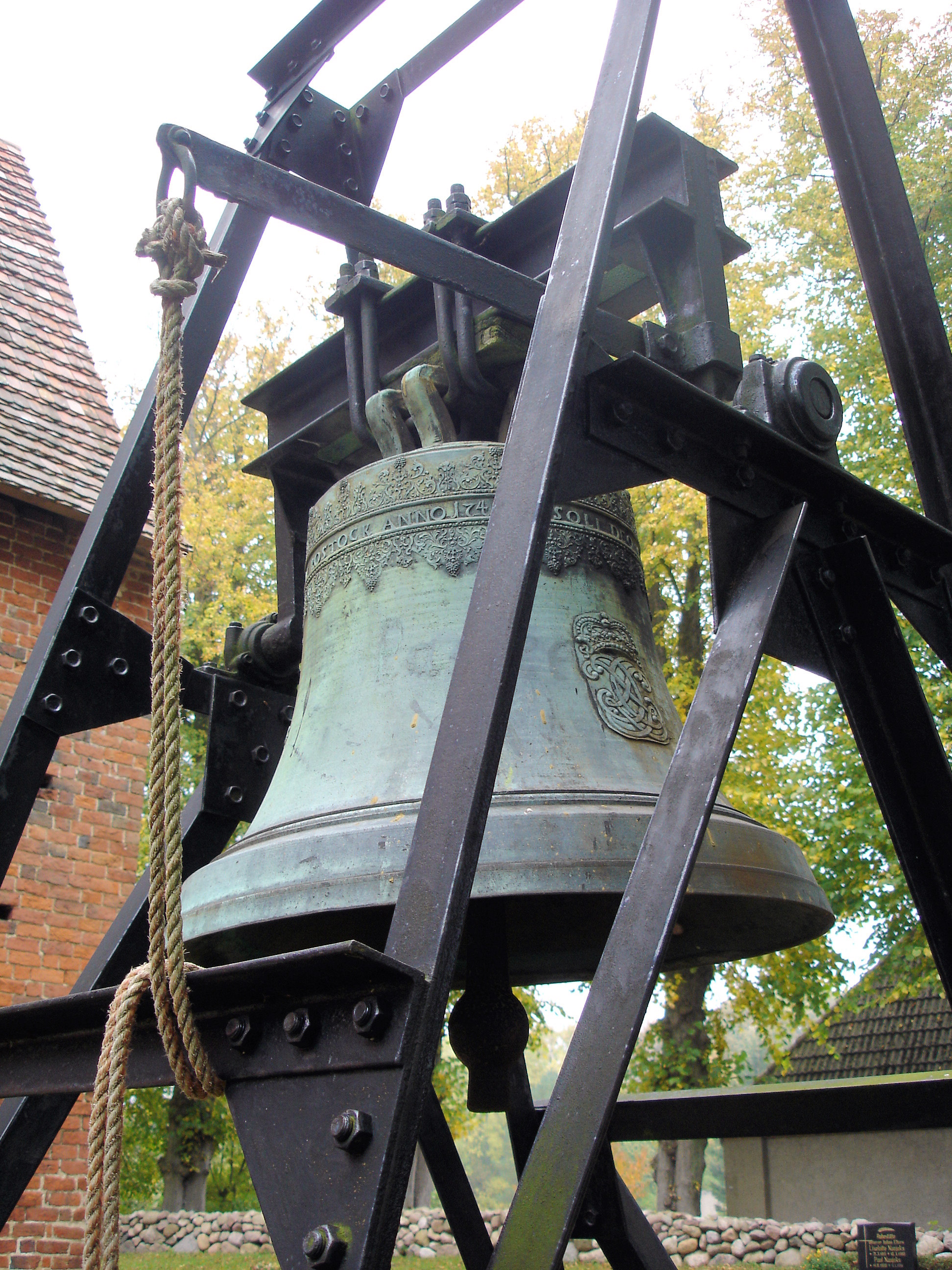
Glocke (2008)

1896 hatte die Kirche noch zwei Glocken. Die größere war im Jahr 1795 in Rostock von  J. V. Schultz (um)gegossen worden und ist offenbar nicht erhalten; die kleinere, die heute in einem stählernen Behelfsglockenstuhl neben der Kirche hängt, wurde nach ihrer Inschrift 1749 in Rostock von Otto Gebhardt Meyer gegossen.